# 高野文彰
高野 文彰（たかの ふみあき、1944年 - ）は、日本の造園家、ランドスケープアーキテクト。中国天津生まれ。
1966年、北海道大学農学部農学科卒業後、日本技術開発に勤務。1971年、ジョージア大学環境デザイン学大学院修了。修了にあたりアメリカ合衆国造園学会から最優秀表彰。1973年から1975年まで、ピッツバーグのランドスケープデザインの設計事務所シモンズアンドシモンズピッツバーグUSAなどで修業。
1975年帰国し、高野ランドスケープ・プランニング設立。1980年、国営沖縄海洋博覧会記念公園ちびっことりでの設計で、日本造園学会デザイン部門賞受賞。その他代表作に国営滝野すずらん丘陵公園こどもの谷、国営木曽三川公園大江川エリア、国営越後丘陵公園躍動の広場区、国営海の中道海浜公園サイクリングセンター、国営昭和記念公園子供の森、マレーシア・シャーアラム中央公園タウンセンター、横浜市新田緑道、フランス・ユーロアジアセンター日本庭園、気仙沼みなとのみえる丘公園、幕別町明野ヶ丘公園、十勝エコロジーパーク、帯広の森、丹後リゾート公園などがある。
建築家集団の象設計集団との協働設計も多く、国営みちのく杜の湖畔公園、フランス・アルベール・カーン庭園、高橋建設社屋などがあるほか、東中野で事務所を共有しまた象設計集団と一緒に十勝に移る。地元の人たちとともに行う夏と冬のワークキャンプ「十勝サーカス」を共催。台湾羅東運動公園以降、台湾事務所をも開設。馬術競技で国民体育大会に出場し入賞経験をもつ。
2008年第30回日本公園緑地協会北村賞受賞